# Cheirostylis latipetala
Cheirostylis latipetala är en orkidéart som beskrevs av Leonid Vladimirovitj Averjanov och Averyanova. Cheirostylis latipetala ingår i släktet Cheirostylis och familjen orkidéer.
Artens utbredningsområde är Vietnam. Inga underarter finns listade i Catalogue of Life.